# 克倫卡河

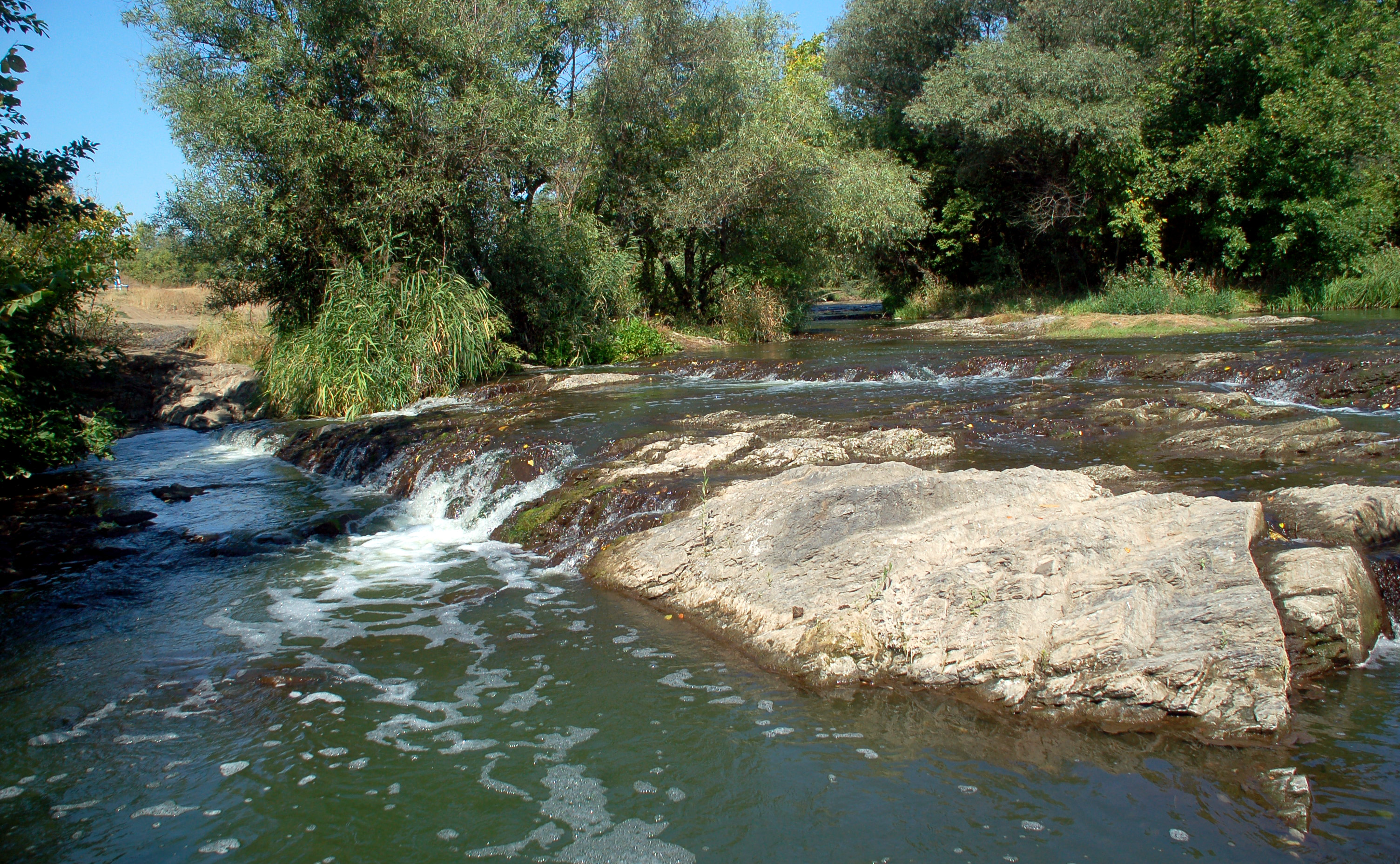

克倫卡河（羅馬化：Krynka）是烏克蘭和俄羅斯的河流，流經烏克蘭的頓涅茨克州和俄羅斯的羅斯托夫州，河流全長180公里，流域面積2,634平方公里，河水主要來自融雪和雨水，每年十二月至翌年二月結冰。